# 차리치노역
차리치노역(러시아어: Царицыно)은 모스크바 지하철 자모스크보레츠카야 선의 역이다. 모스크바 남부 행정 구역의 지상에 위치한다.

## 역사
본 역은 1984년 12월 30일에 문을 열었다가, 홍수가 발생하여 바로 다음날 문을 닫았다. 1985년 2월 9일에 재개장하였다.

## 디자인
본 역은 건축가 V에 의해 설계되었다. 세레민과 A. 비그도로프 이것은 하얀 대리석 기둥을 가지고 있고, 빨간색, 갈색, 회색, 노란색 대리석과 소련 과학의 업적을 묘사한 모자이크 무늬가 새겨진 벽들을 가진다. 입구 계단 위 A. 쿠즈넷소브의 모자이크는 모스크바의 스카이라인을 묘사하고 있다. 입구는 프롤레타르스키 애비뉴와 카스피이스카야 거리의 교차점에 있다.